# Ящіркові
Я́щіркові (Lacertidae) — родина плазунів з підряду Ящірок. Містить 2 підродини та 37 родів. Інколи родину позначають як «Справжні ящірки» для додаткової інформації про те, що існують й інші родини.

## Опис
Представники цієї родини мають загальну довжину, яка коливається від 9 до 90 см. Колір шкіри яскравий, різнобарвний з візерунком під місцевість, де мешкають представники цієї родини. Тулуб стрункий, подовжений. Добре помітна шия. Помірно довгі п'ятипалі кінцівки. При цьому є довгий й ламкий хвіст. Голова вкрита зверху великими правильно розташованими щитками, які лежать поверх зрослих із черепом кістяними пластинками — остеодермою. У цілому, ящіркові вкриті дрібною лускою, яка нагадує черепицю. Спинна луска відрізняється від черевної, через яку проходять поздовжні та поперечні рядки. На хвості луска утворює правильні кільця, кожні 2 з яких відповідають 1 хребцю. У цих ящірок присутні стегнові пори. Очі мають подільні повіки, на нижньому розташоване прозоре або напівпрозоре віконце. Скронні дуги добре розвинуті, є також тім'яна кіста та тім'яне око. Зуби конусоподібні, з боків щелепи несуть по 2—3 невеличких вістря. По краях пальців можуть бути лускаті гребінці.

## Спосіб життя
Полюбляють пустелі, напівпустелі, луки, болота, кам'янисті місця, скелі, степи, сади, чагарники, ліси. Добре лазять по деревам, швидко бігають серед трави, по землі. Декілька видів мешкають виключно на деревах. Харчуються комахами, невеликими хребетними, ягодами.
Це яйцекладні плазуни. Зазвичай самиця відкладає ві 3 до 18 яєць. За сезон може бути декілька кладок. Також зустрічаються яйцеживородні ящірки.
У 2013 році було опубліковано статтю геопетологом Кармишевим Ю.В. та А. Н. Яригіним, щодо репродуктивних особливостей деяких Справжніх ящірок (Lacertidae)  України.

## Розповсюдження
Мешкають у Європі, Азії та Африці.
В Україні розповсюдження мають дуже широке, майже по всій території країни. Найбільшу кількість виявлено у північних областях — Запорізська та  Херсонська обл.

## Підродини та роди
| - Підродина Gallotiinae - Рід Gallotia (8 видів) - Рід Psammodromus (6 видів) - Підродина Lacertinae - Рід Acanthodactylus (40 видів) - Рід Adolfus (4 види) - Рід Algyroides (5 видів) - Рід Anatololacerta - Рід Atlantolacerta - Рід Australolacerta (2 види) - Рід Dalmatolacerta - Рід Darevskia (22 види) - Рід Dinarolacerta - Рід Eremias (33 видів) - Рід Gastropholis - Рід Heliobolus - Рід Hellenolacerta - Рід Holaspis - Рід Iberolacerta - Рід Ichnotropis - Рід Iranolacerta | - Підродина Gallotiinae - Рід Gallotia (8 видів) - Рід Psammodromus (6 видів) - Підродина Lacertinae - Рід Acanthodactylus (40 видів) - Рід Adolfus (4 види) - Рід Algyroides (5 видів) - Рід Anatololacerta - Рід Atlantolacerta - Рід Australolacerta (2 види) - Рід Dalmatolacerta - Рід Darevskia (22 види) - Рід Dinarolacerta - Рід Eremias (33 видів) - Рід Gastropholis - Рід Heliobolus - Рід Hellenolacerta - Рід Holaspis - Рід Iberolacerta - Рід Ichnotropis - Рід Iranolacerta | - Підродина Gallotiinae - Рід Gallotia (8 видів) - Рід Psammodromus (6 видів) - Підродина Lacertinae - Рід Acanthodactylus (40 видів) - Рід Adolfus (4 види) - Рід Algyroides (5 видів) - Рід Anatololacerta - Рід Atlantolacerta - Рід Australolacerta (2 види) - Рід Dalmatolacerta - Рід Darevskia (22 види) - Рід Dinarolacerta - Рід Eremias (33 видів) - Рід Gastropholis - Рід Heliobolus - Рід Hellenolacerta - Рід Holaspis - Рід Iberolacerta - Рід Ichnotropis - Рід Iranolacerta | - - Рід Lacerta (40 видів) - Рід Latastia (10 видів) - Рід Meroles (7 видів) - Рід Mesalina (14 видів) - Рід Nucras (8 видів) - Рід Ophisops (8 видів) - Рід Parvilacerta - Рід Pedioplanis (10 видів) - Рід Philochortus - Рід Phoenicolacerta - Рід Podarcis - Рід Poromera - Рід Pseuderemias - Рід Scapteira - Рід Takydromus (18 видів) - Рід Timon (4 види) - Рід Tropidosaura - Рід Zootoca |